# (8159) Fukuoka
(8159) Fukuoka (1990 BE1) – planetoida z pasa głównego asteroid okrążająca Słońce w ciągu 4,26 lat w średniej odległości 2,63 au. Odkryta 24 stycznia 1990 roku.